# Abd ar-Rahman Arif
Abdul Rahman Arif o Abderramán Arif, (en árabe: عبد الرحمن عارف `Abd al-Raḥmān `Ārif, 1916-24 de agosto de 2007) fue un político iraquí, presidente de Irak desde el 16 de abril de 1966 hasta el 16 de julio de 1968. También ocupó el cargo de primer ministro de Irak desde el 10 de mayo de 1967 al 10 de julio del mismo año.

## Biografía
Militar de carrera, Rahman Arif fue un sincero adherente al socialismo árabe y participó en la revolución de 1958 que derrocó a la monarquía de Irak. Aunque sin ocupar puestos políticos relevantes, participó en el posterior golpe de Estado de febrero de 1963 que expulsó del poder al general Abdul Karim Qasim y convirtió en gobernante de Irak a su propio hermano, el destacado líder militar Abdul Salam Arif.
Rahman Arif no aprovechó el ascenso político de su hermano para obtener poder, pero tuvo que aceptar el cargo de presidente de Irak cuando Abdul Salam Arif murió repentinamente en un accidente de helicóptero en abril de 1966 sin haber designado sucesor, siendo apoyado por los jefes máximos del ejército que lo consideraban de carácter débil y manipulable. 
Durante su gestión, Rahman Arif no se destacó por ejecutar grandes iniciativas políticas, y mantuvo al Partido Baath como principal actor político de Irak y partido gubernamental de facto, preservando la influencia del poderoso jefe máximo del Baath, el general Ahmed Hassan al-Bakr. No obstante, mantuvo ideas más nacionalistas y panárabes que su hermano y en virtud de ello en 1967 apoyó a Egipto y Jordania durante la Guerra de los Seis Días contra Israel.
Entre los líderes políticos iraquíes Rahman Arif era percibido como de carácter indeciso y fácilmente influenciable por el Partido Baath, aunque destacó como hombre incorruptible y que nunca aprovechó su alto cargo para enriquecerse. El 16 de julio de 1968 Rahman Arif fue derrocado por un golpe de Estado sin resistencia, liderado por el Partido Baath en colaboración con influyentes oficiales del ejército. Rahman Arif fue depuesto casi sin lucha y fue exiliado inmediatamente a Turquía.
Rahman Arif volvió a Irak recién en 1979, cuando gobernaba Saddam Hussein. Tras el derrocamiento de éste, Arif emigró a Jordania el 2004, estableciéndose en Amán y muriendo allí en el año 2007.